# Ove Olsson
Ove Olsson (19 de agosto de 1938) é um ex-futebolista sueco. Ele competiu na Copa do Mundo FIFA de 1958, sediada na Suécia, na qual a seleção de seu país foi a vice-campeã.